# Heinrich Brandler
Heinrich Brandler (* 3. Juli 1881 in Warnsdorf; † 26. September 1967 in Hamburg) war ein kommunistischer Politiker. Er war 1918 Gründungsmitglied der KPD und später Parteivorsitzender.

## Leben
Brandler wurde 1881 im böhmischen Warnsdorf geboren. Aus einer sozialdemokratisch orientierten Arbeiterfamilie stammend, trat der gelernte Bauhandwerker 1900 in die Gewerkschaft, 1901 in die SPD und den Arbeiterbildungsverein in Hamburg ein. Nach seiner Ausweisung 1904 ging er nach Bremen, wo er in der Partei und Arbeiterbildung aktiv war, u. a. zusammen mit Wilhelm Pieck. Bremen war bereits damals ein Zentrum der Linken in der Sozialdemokratie. Von 1909 bis 1914 war er in Zürich, wo er im Sommer als Maurer und im Winter als Wanderlehrer in der Arbeiterbildung tätig war. Dort traf er erstmals mit dem russischen Emigranten Lenin zusammen. 1914 wurde er zum hauptberuflichen Sekretär seiner Gewerkschaft in Chemnitz gewählt.

### Erster Weltkrieg und KPD
Während des Ersten Weltkrieges schloss sich der Gegner der sozialdemokratischen Burgfriedenspolitik der Spartakusgruppe um Rosa Luxemburg und Karl Liebknecht an und wurde 1915 aus der SPD ausgeschlossen. Brandler organisierte in enger Zusammenarbeit mit Fritz Heckert in seinem Bezirk die Spartakusgruppe. Er nahm an der Gründungskonferenz der Gruppe Internationale (später Spartakusbund) am 1. Januar 1916 im Rechtsanwaltsbüro von Karl Liebknecht teil. Er gehörte, nachdem er im Oktober 1918 als österreichischer Staatsbürger wegen illegaler politischer Aktivitäten zeitweise ausgewiesen wurde, zu den Gründungsmitgliedern der KPD Ende 1918. Von 1919 datiert eine enge politische Zusammenarbeit und persönliche Freundschaft mit August Thalheimer, dem führenden Theoretiker der jungen KPD.
Seit 1919 in der Zentrale der KPD, wurde er 1921 im Zusammenhang mit der Märzaktion verhaftet und zu fünf Jahren Festungshaft verurteilt, woraufhin er bis zur Amnestie im Folgejahr in die Sowjetunion flüchtete, wo er Funktionen in der Leitung der Komintern und der Roten Gewerkschaftsinternationale wahrnahm. 1921 und 1923 bildete er gemeinsam mit August Thalheimer die Parteileitung. Vom 10. bis zum 29. Oktober 1923 war er im Rahmen der Koalitionsregierung von SPD und KPD Leiter der sächsischen Staatskanzlei unter Ministerpräsident Erich Zeigner. Im Herbst 1923 wurde Brandler von Ruth Fischer und Arkadi Maslow angeklagt, er sei am Scheitern des von der KPdSU geplanten und gescheiterten „deutschen Oktobers“ schuldig. Den Aufstandsversuch hatte er abgelehnt, aber sich zur disziplinierten Durchführung bereit erklärt. Als er jedoch im Oktober 1923 die realen Kräfteverhältnisse erkannte, hatte er den Mut, den Versuch aufzugeben. Clara Zetkin stellte Brandlers Handeln hingegen als mutig und verantwortungsbewusst dar. Das Stigma von 1923 begleitete ihn jedoch sein Leben lang. Anfang 1924 wurde er auf Druck der Komintern abgelöst und musste in eine Art „Ehrenexil“ nach Moskau emigrieren, wo er nur repräsentative Posten, so in der Leitung der Roten Bauerninternationale, bekleidete.

### KPD-Opposition

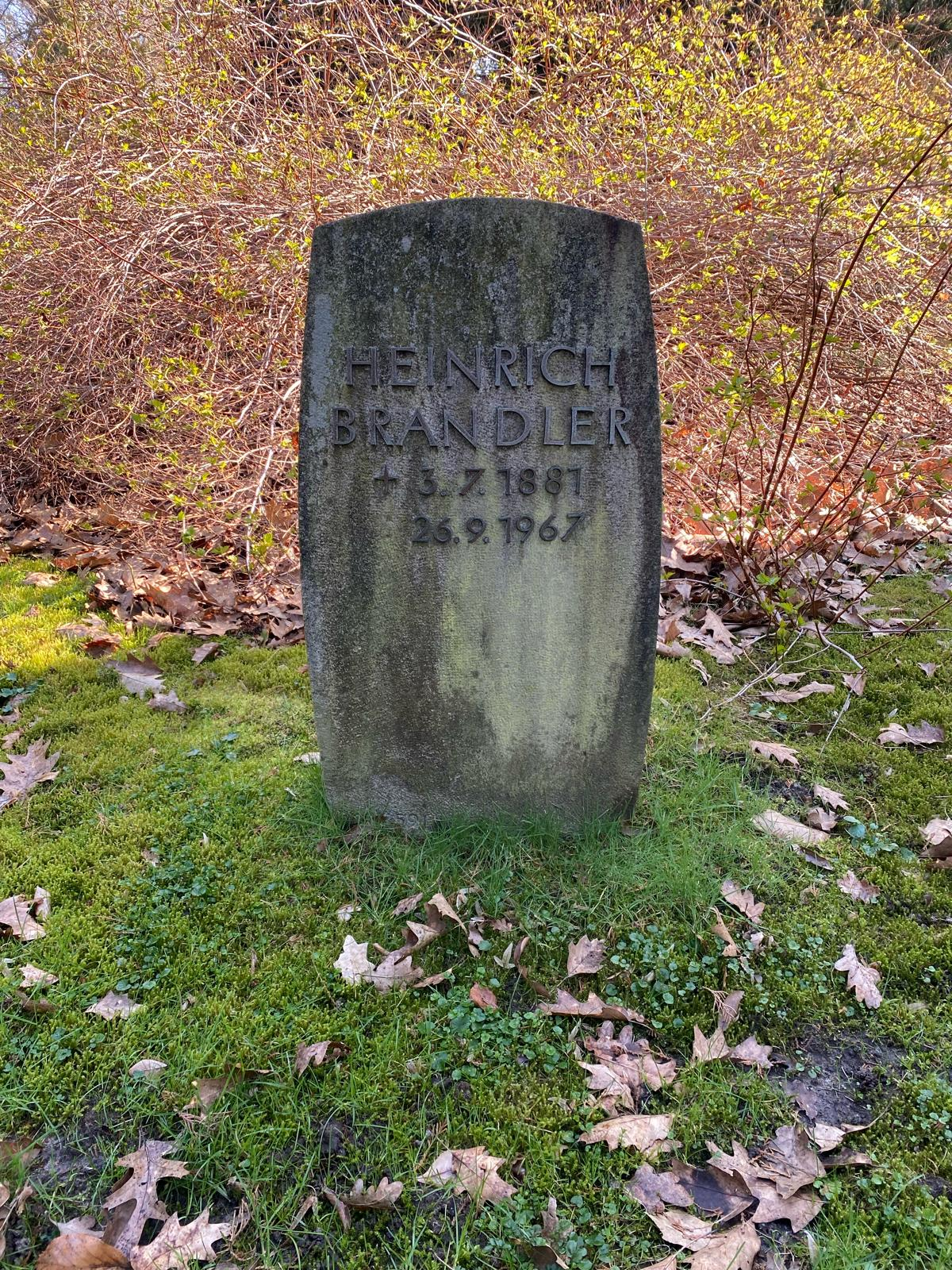
Grabstätte Heinrich Brandler

Nachdem Ernst Thälmann die Führung der KPD übernommen hatte, kehrte Brandler Ende 1928 gegen den Widerstand der KPdSU-Führung, die ihn wegen seines Einflusses und seiner Beliebtheit von der KPD-Mitarbeit fernhalten wollte, nach Deutschland zurück. Brandler wurde aus der Partei ausgeschlossen und gründete u. a. mit August Thalheimer, Paul Frölich und Jacob Walcher die KPD-O, deren Führung er angehörte. Gleichzeitig übernahm er die Leitung des Büros der Internationalen Vereinigung der Kommunistischen Opposition (IVKO). An der Faschismus-Analyse, antifaschistischen Einheitsfrontstrategie, dem Kampf um die Gewerkschaftseinheit und der Unabhängigkeit von Komintern-Direktiven war er aktiv beteiligt.

### Exil
1933 musste Brandler emigrieren und ging zunächst nach Straßburg, dann nach Paris, von wo aus er gemeinsam mit Thalheimer die Exilarbeit der KPD-O leitete. 1939 nach Kriegsausbruch zeitweise interniert, floh er 1941 nach Kuba. Dort kam es zur Annäherung an alte Gegner, so bemühte er sich etwa auf Anfrage von Ruth Fischer, die Todesumstände ihres ebenfalls in Havanna ums Leben gekommenen Lebensgefährten Arkadi Maslow aufzuklären. 1947 konnte er nach London ausreisen. In den zwei Jahren England-Aufenthalt entwickelte sich eine enge Freundschaft mit Isaac Deutscher. Es gelang Brandler 1949 nach Westdeutschland zurückzukehren, wo er in der Gruppe Arbeiterpolitik, welche in der Tradition der KPD-O steht, eine leitende Rolle spielte.
Heinrich Brandler starb 1967 in Hamburg. Sein Grab befindet sich auf dem Friedhof Ohlsdorf. Im Jahr 2005 wurde – nach einigem Widerstand – ein Gedenkstein für ihn auf dem Ehrenfeld der Geschwister-Scholl-Stiftung auf dem Friedhof Ohlsdorf aufgestellt.

## Werke  (Auswahl)
- Durch die Räte zur Einheit der Arbeiterklasse und zum Kommunismus. Der Kämpfer, Chemnitz 1919 (Kommunistische Zeitfragen No 1)
- Kommunistische Partei (Spartakusbund): Justiz und Rechtswesen. Zwei Berichte aus Russland. Einleitung von Heinrich Brandler. Der Kämpfer, Chemnitz 1919 (Vom sozialistischen Aufbau 2)
- Die Aktion gegen den Kapp-Putsch in Westsachsen. Herausgegeben von der Kommunistischen Partei Deutschlands (Spartakusbund). Berlin 1920
- Wer soll die Kriegsrechnung bezahlen? Zur Wirtschaftspolitik des kapitalistischen Bankrotts. Franke, Leipzig 1920
- Revolutionierung oder Verfall des Deutschen Bauarbeiterverbandes. Mit einem Vorwort von Heinrich Brandler. Deutscher Bauarbeiterverband, Chemnitz 1920
- Rede gehalten auf dem 1. Kongreß der Betriebsräte der Gewerkschaften Deutschlands.  Franke, Leipzig 1920
- Der Hochverrats-Prozeß gegen Heinrich Brandler vor dem außerordentlichen Gericht am 6. Juni 1921 in Berlin. Franke, Leipzig; Berlin 1921
- Gewerkschaften und Betriebsräte. Referat des Genossen Brandler auf dem Vereinigungsparteitag im Dezember 1920 in Berlin. Franke, Berlin 1921
- A. Lozovskij: Der Kampf der Kommunisten in den Gewerkschaften. Berichte der Genossen A. Losowsky u. Heinrich Brandler zur Gewerkschaftsfrage auf der Konferenz der erweiterten Exekutive der Kommunistischen Internationale vom 24. Februar bis 4. März 1922. Phöbus, Berlin 1922 (Bibliothek der Roten Gewerkschafts-Internationale Bd. 10)
- Gegen den Strom. Organ der KPD (Opposition). Breslau; Paris 17. November 1928 bis 1935